# Your Choice Live Series Vol.12
Your Choice Live Series Vol. 12 – drugi album koncertowy zespołu Melvins wydany w 1991 roku przez wytwórnię Your Choice Records. 
Materiał na płytę został zarejestrowany 23 stycznia 1991 roku w mieście Alzey (Niemcy). Miksowania dokonali Rüdiger Schlüter i Ronnie Speckmeier w Rock City Studios w Udenheim (Niemcy). 
Utwór Tanked to wczesna wersja piosenki Wispy, która pojawiła się później na płycie Eggnog. Podczas koncertu został wykonany także utwór It's Shoved, który został zamieszony na późniejszej składance It's Your Choice.

## Lista utworów
Opracowano na podstawie materiału źródłowego:
1. "Heater Moves and Eyes" 2:33
2. "At a Crawl" 3:05
3. "Anaconda" 2:53
4. "Eye Flys" 7:10
5. "Kool Legged" 4:37
6. "Tanked" 0:44
7. "Let God Be Your Gardener" 1:59
8. "Revulsion" 7:13

## Twórcy
- Buzz Osborne – wokal, gitara
- Dale Crover – perkusja
- Lori Black – bas
- Tobby Holzinger – producent
- Rüdiger Schlüter, Ronnie Speckmeier – miksowanie[3]
- Achim Friederich – zdjęcia na okładkę[3]